# 2011년 3월
| 2011년: 1월 · 2월 · 3월 · 4월 · 5월 · 6월 · 7월 · 8월 · 9월 · 10월 · 11월 · 12월 |

| <          | 2011년 3월 | 2011년 3월  | 2011년 3월 | 2011년 3월 | 2011년 3월 | >          |
| 일         | 월         | 화          | 수         | 목         | 금         | 토         |
|            |            | 1 1.27 을묘 | 2 28 병진  | 3 29 정사  | 4 30 무오  | 5 2.1 기미 |
| 6 2 경신   | 7 3 신유   | 8 4 임술    | 9 5 계해   | 10 6 갑자  | 11 7 을축  | 12 8 병인  |
| 13 9 정묘  | 14 10 무진 | 15 11 기사  | 16 12 경오 | 17 13 신미 | 18 14 임신 | 19 15 계유 |
| 20 16 갑술 | 21 17 을해 | 22 18 병자  | 23 19 정축 | 24 20 무인 | 25 21 기묘 | 26 22 경진 |
| 27 23 신사 | 28 24 임오 | 29 25 계미  | 30 26 갑신 | 31 27 을유 |            |            |

| - 3월 23일 - 엘리자베스 테일러 편집하기 |

## 2011년3월 31일
- 마요트가 프랑스의 101번째 데파르트망에 국민 투표 이후로 정식 편입되었다.
- 대한민국 헌법재판소는 친일파의 재산을 국가에 귀속시키는 조항에 대해 합헌으로 결정했다.

## 2011년3월 30일
- 일본이 교과서 검정 결과를 발표했다.

## 2011년3월 25일
- 캐나다 보수당의 소수 정부가 하원 의회에서 불신임을 받아 내각을 해산하고 이후 선거가 5월 초로 앞당겨지게 되었다.

## 2011년3월 24일
- 미얀마에 리히터 규모 6.8의 지진이 일어나 최소 75명이 사망하였다.

## 2011년3월 20일
- 미국이 오디세이 새벽 작전을 개시, 이후 '다국적 군'이 리비아를 공습하기 시작하였다.

## 2011년3월 14일
- 마이크로소프트의 인터넷 익스플로러 9가 정식 발매되었다.

## 2011년3월 12일
- 일본 일본 니가타현과 나가노현에서 30분 간격으로 현지 시각 12일 오전에 두 차례로 지진이 발생하였다
- 오후 3시 30분 경, 일본 일본 후쿠시마 원자력발전소가 폭발하여, 최소 90여 명이 피폭된 것으로 추정된다.

## 2011년3월 11일
- 일본 북동부 태평양 연안에서 진도 9.0의 강진이 발생하여 쓰나미도 뒤를 따라 일본 미야기현과 인근의 여러 지방들을 덮쳐서 많은 사상자가 발생하였다.

## 2011년3월 10일
- 중화인민공화국 윈난 성에서 지진이 발생하였다.